# هاري براون (سياسي)
هاري براون (بالإنجليزية: Harry Braun)‏ هو سياسي أمريكي، ولد في 6 نوفمبر 1948 في كومبتون في الولايات المتحدة. حزبياً، نشط في الحزب الديمقراطي.

## وصلات خارجية
- الموقع الرسمي